# Les Àligues
Les Àligues és un edifici del municipi de Girona que forma part de l'Inventari del Patrimoni Arquitectònic de Catalunya.

## Descripció
És un edifici de planta baixa i pis, diferents cossos que encerclen un espai central. Aquests cossos són: de façana principal (accés), una nau lateral esquerra i la capella de Sant Lluc al fons. Al costat lateral dret hi havia una altra nau que fou enderrocada al segle xx. L'accés es produeix per una porta adovellada amb frontó renaixentista que simbolitza l'escut reial dels Àustries (amb l'àliga bicèfala que ha donat nom a l'edifici), amb làpida explicativa dels Àustries, i dos àngels que aguanten l'escut de la ciutat. Aquesta porta és disposada asimètricament de la façana, que resta completada amb quatre rengleres verticals de finestres de llinda planera.
Tota la façana és de maçoneria de pedra no gaire treballada, excepte les obertures que són de pedra de Girona polida i treballada. La façana es clou amb un ràfec volat acanalat. La porta dona lloc a un rebedor amb arc carpanell obert al pati. Aquest cos és de tipologia allargada igual que el lateral esquerra. L'església està ensorrada en part, restant les parets aixecades. És una nau rectangular, amb porta renaixentista de llinda planera i frontó treballat. Damunt la porta hi ha un petit òcul. Es beneí el 1609. Està feta de pedruscall. Des del pati es pot observar l'aparell ciclopi de la muralla romana de la part posterior del carrer Alemanys. La coberta s'ha restaurat, interiorment, amb un embigat vist de bigues i tauló de formigó, en una restauració anterior a la que s'està fent. Sembla que la base de l'església era romànic.

## Història
Els estudis generals de Girona tenen l'origen en el privilegi pel rei Alfons V d'Aragó l'any 1446. Situats antigament a la pujada dels Alemanys. El 1561 s'inicien les obres en l'edifici actual. El seu màxim moment és al segle xvii, comparable a la de Barcelona. El finançament era fet pel Municipi, el capítol, la Pia Almoina i particularitats. Amb el Decret de Nova Planta de 1711, la vila acadèmica es col·lapsa al compartir l'edifici amb els militars. El 1717 es tanca la Universitat. L'exèrcit l'usà fins al 1790 com a presó, però, es refà com Universitat cap al 1868 i 1874 per a abandonar-se definitivament. Després de la Guerra Civil fou emprat pels militars durant una època.